# Melanagromyza lividula
Melanagromyza lividula är en tvåvingeart som beskrevs av Mitsuhiro Sasakawa 1963. Melanagromyza lividula ingår i släktet Melanagromyza och familjen minerarflugor. Inga underarter finns listade i Catalogue of Life.